# ハルビン交響楽団
ハルビン交響楽団（ハルビンこうきょうがくだん、哈爾濱交響管弦楽団）は、かつて満州国のハルビン（現中華人民共和国黒竜江省の都市）にあったオーケストラ。東支鉄道交響楽団の後身。朝比奈隆が1944年から1945年まで指揮者を務めたことで知られる。

## 略歴
- 1925年 - 東支鉄道交響楽団のロシア人演奏家を中心とした「日露交歓交響管弦楽演奏会」が東京・歌舞伎座で４夜連続で開かれ、全国各地でも巡演した（指揮・山田耕筰、近衛秀麿、コンサートマスター・ニコライ・シフェルブラット、ヨゼフ・ケーニヒ）[3][4]。日本人が初めて本物のオーケストラの音に生で接したコンサートで、日本で本格的なオーケストラが結成される機運となった[3]。
- 1936年 - 東支鉄道交響楽団のロシア人演奏家を主体にハルビン交響楽団が創立。日本人音楽愛好家らの会員組織による運営で、楽団設立に尽力した一人に加藤登紀子の父・幸四郎（満鉄勤務）がいる[3]。
- 1939年3月 - 大日本帝国の東京市、大阪市、名古屋市、九州、朝鮮などで演奏会を開催。ベートーヴェンの楽曲、チャイコフスキーの交響曲第6番『悲愴』、ラフマニノフのピアノ協奏曲第2番、リムスキー＝コルサコフの「シェエラザード」などを演奏した。日本公演の指揮者は長らくハルビン響の常任指揮者を務めたセルゲイ・シュワイコフスキー（Sergei Schvaikovsky）、ピアノ独奏はレオニード・クロイツァーであった。なお、このハルビン響の日本公演は、事実上日本初の外国のオーケストラの来日公演となった。（一般には、海外オーケストラの初の来日公演は1955年のシンフォニー・オブ・ジ・エア来日公演とされている）
- 1940年 - 1937年にハルピンに設立された日本人演奏家を主とした「新京交響楽団[5]」との合同演奏会が始まり、以降たびたび行なわれた[6]。
- 1944年 - 1945年 - 朝比奈隆が指揮者を務める。甘粕正彦の肝いりで、新京交とともに大連、奉天（現・瀋陽）、新京、ハルビンと満州中を巡演した[6]。
- 1945年8月15日 - 終戦と同時に解散。